# Gran Premio de Australia de Motociclismo de 2023
El Gran Premio de Australia de Motociclismo de 2023 (oficialmente MotoGP™ Guru by Gryfyn Australian Motorcycle Grand Prix) fue la decimosexta prueba del Campeonato del Mundo de Motociclismo de 2023. Tuvo lugar en el fin de semana del 20 al 22 de octubre de 2023 en el Circuito de Phillip Island situado en la isla de Phillip Island, estado de Victoria, Australia.
La carrera al sprint de MotoGP fue cancelada debido a las inclemencias meteorológicas.
La carrera de MotoGP fue ganada por Johann Zarco, seguido de Francesco Bagnaia y Fabio Di Giannantonio. Tony Arbolino fue el ganador de la prueba de Moto2, por delante de Arón Canet y Fermín Aldeguer. La carrera de Moto3 fue ganada por Deniz Öncü, Ayumu Sasaki fue segundo y Joel Kelso tercero.

## Resultados

### Resultados MotoGP

#### Carrera al sprint
Debido a las inclemencias del tiempo, se canceló la carrera de MotoGP Sprint. Inicialmente estaba programada para realizarse después de la carrera de Moto2.

#### Carrera larga
| Pos.                                                                                        | N.º | Piloto                | Equipo                       | Constructor | Vueltas | Tiempo       | Parrilla | Puntos |
| ------------------------------------------------------------------------------------------- | --- | --------------------- | ---------------------------- | ----------- | ------- | ------------ | -------- | ------ |
| 1                                                                                           | 5   | Johann Zarco          | Prima Pramac Racing          | Ducati      | 27      | 40:39.446    | 5        | 25     |
| 2                                                                                           | 1   | Francesco Bagnaia     | Ducati Lenovo Team           | Ducati      | 27      | +0.201       | 3        | 20     |
| 3                                                                                           | 49  | Fabio Di Giannantonio | Gresini Racing MotoGP        | Ducati      | 27      | +0.477       | 6        | 16     |
| 4                                                                                           | 33  | Brad Binder           | Red Bull KTM Factory Racing  | KTM         | 27      | +0.816       | 2        | 13     |
| 5                                                                                           | 89  | Jorge Martín          | Prima Pramac Racing          | Ducati      | 27      | +1.008       | 1        | 11     |
| 6                                                                                           | 72  | Marco Bezzecchi       | Mooney VR46 Racing Team      | Ducati      | 27      | +8.827       | 10       | 10     |
| 7                                                                                           | 43  | Jack Miller           | Red Bull KTM Factory Racing  | KTM         | 27      | +9.283       | 8        | 9      |
| 8                                                                                           | 41  | Aleix Espargaró       | Aprilia Racing               | Aprilia     | 27      | +9.387       | 4        | 8      |
| 9                                                                                           | 73  | Álex Márquez          | Gresini Racing MotoGP        | Ducati      | 27      | +9.696       | 13       | 7      |
| 10                                                                                          | 23  | Enea Bastianini       | Ducati Lenovo Team           | Ducati      | 27      | +12.523      | 12       | 6      |
| 11                                                                                          | 12  | Maverick Viñales      | Aprilia Racing               | Aprilia     | 27      | +13.992      | 9        | 5      |
| 12                                                                                          | 10  | Luca Marini           | Mooney VR46 Racing Team      | Ducati      | 27      | +17.078      | 18       | 4      |
| 13                                                                                          | 88  | Miguel Oliveira       | CryptoData RNF MotoGP Team   | Aprilia     | 27      | +19.443      | 19       | 3      |
| 14                                                                                          | 20  | Fabio Quartararo      | Monster Energy Yamaha MotoGP | Yamaha      | 27      | +20.949      | 16       | 2      |
| 15                                                                                          | 93  | Marc Márquez          | Repsol Honda Team            | Honda       | 27      | +21.118      | 7        | 1      |
| 16                                                                                          | 25  | Raúl Fernández        | CryptoData RNF MotoGP Team   | Aprilia     | 27      | +32.538      | 14       |        |
| 17                                                                                          | 21  | Franco Morbidelli     | Monster Energy Yamaha MotoGP | Yamaha      | 27      | +37.663      | 20       |        |
| 18                                                                                          | 44  | Pol Espargaró         | GasGas Factory Racing Tech3  | KTM         | 27      | +37.668      | 11       |        |
| 19                                                                                          | 30  | Takaaki Nakagami      | LCR Honda Idemitsu           | Honda       | 27      | +37.758      | 21       |        |
| Ret                                                                                         | 37  | Augusto Fernández     | GasGas Factory Racing Tech3  | KTM         | 12      | Caída        | 17       |        |
| Ret                                                                                         | 36  | Joan Mir              | Repsol Honda Team            | Honda       | 10      | Caída        | 15       |        |
| DNS                                                                                         | 42  | Álex Rins             | LCR Honda Castrol            | Honda       |         | No participó |          |        |
| 1. * Álex Rins se retiró el resto de la competición debido a al dolor en su pierna derecha. |     |                       |                              |             |         |              |          |        |
| Fuente:                                                                                     |     |                       |                              |             |         |              |          |        |

### Resultados Moto2
La carrera estaba programada a 23 vueltas, pero se detuvo por bandera roja después de completar 9 vueltas debido a las inclemencias del tiempo y las malas condiciones de la pista. Como no se completó más de dos tercios de la distancia de la carrera, se decidió reiniciar la carrera a 6 vueltas. Sin embargo, finalmente la dirección de carrera decidió no realizarla debido a que las condiciones de la pista no mejoraban. De acuerdo con las regulaciones, se otorgaron la mitad de los puntos al no completarse la mitad de la distancia de la carrera.
| Pos.    | N.º | Piloto                  | Constructor | Vueltas | Tiempo     | Parrilla | Puntos |
| ------- | --- | ----------------------- | ----------- | ------- | ---------- | -------- | ------ |
| 1       | 14  | Tony Arbolino           | Kalex       | 9       | 16:22.970  | 8        | 12.5   |
| 2       | 40  | Arón Canet              | Kalex       | 9       | +15.088    | 2        | 10     |
| 3       | 54  | Fermín Aldeguer         | Boscoscuro  | 9       | +15.614    | 1        | 8      |
| 4       | 52  | Jeremy Alcoba           | Kalex       | 8       | +1 vuelta  | 19       | 6.5    |
| 5       | 16  | Joe Roberts             | Kalex       | 8       | +1 vuelta  | 4        | 5.5    |
| 6       | 28  | Izan Guevara            | Kalex       | 8       | +1 vuelta  | 23       | 5      |
| 7       | 35  | Somkiat Chantra         | Kalex       | 8       | +1 vuelta  | 16       | 4.5    |
| 8       | 64  | Bo Bendsneyder          | Kalex       | 8       | +1 vuelta  | 22       | 4      |
| 9       | 37  | Pedro Acosta            | Kalex       | 8       | +1 vuelta  | 5        | 3.5    |
| 10      | 24  | Marcos Ramírez          | Kalex       | 8       | +1 vuelta  | 11       | 3      |
| 11      | 23  | Taiga Hada              | Kalex       | 8       | +1 vuelta  | 26       | 2.5    |
| 12      | 33  | Rory Skinner            | Kalex       | 8       | +1 vuelta  | 28       | 2      |
| 13      | 18  | Manuel González         | Kalex       | 8       | +1 vuelta  | 10       | 1.5    |
| 14      | 75  | Albert Arenas           | Kalex       | 8       | +1 vuelta  | 14       | 1      |
| 15      | 79  | Ai Ogura                | Kalex       | 8       | +1 vuelta  | 20       | 0.5    |
| 16      | 5   | Kohta Nozane            | Kalex       | 8       | +1 vuelta  | 25       |        |
| 17      | 71  | Dennis Foggia           | Kalex       | 8       | +1 vuelta  | 21       |        |
| 18      | 67  | Alberto Surra           | Forward     | 8       | +1 vuelta  | 27       |        |
| 19      | 17  | Álex Escrig             | Forward     | 8       | +1 vuelta  | 29       |        |
| 20      | 3   | Lukas Tulovic           | Kalex       | 8       | +1 vuelta  | 24       |        |
| NC      | 21  | Alonso López            | Boscoscuro  | 5       | +4 vueltas | 3        |        |
| Ret     | 13  | Celestino Vietti        | Kalex       | 8       | Caída      | 13       |        |
| Ret     | 9   | Mattia Casadei          | Kalex       | 4       | Caída      | 30       |        |
| Ret     | 96  | Jake Dixon              | Kalex       | 4       | Caída      | 6        |        |
| Ret     | 22  | Sam Lowes               | Kalex       | 3       | Caída      | 12       |        |
| Ret     | 11  | Sergio García           | Kalex       | 3       | Caída      | 7        |        |
| Ret     | 12  | Filip Salač             | Kalex       | 3       | Caída      | 18       |        |
| Ret     | 7   | Barry Baltus            | Kalex       | 2       | Caída      | 15       |        |
| Ret     | 84  | Zonta van den Goorbergh | Kalex       | 2       | Caída      | 17       |        |
| Ret     | 15  | Darryn Binder           | Kalex       | 2       | Caída      | 9        |        |
| 1. 2.   |     |                         |             |         |            |          |        |
| Fuente: |     |                         |             |         |            |          |        |

### Resultados Moto3
| Pos.    | N.º | Piloto             | Constructor | Vueltas | Tiempo          | Parrilla | Puntos |
| ------- | --- | ------------------ | ----------- | ------- | --------------- | -------- | ------ |
| 1       | 53  | Deniz Öncü         | KTM         | 21      | 39:57.919       | 7        | 25     |
| 2       | 71  | Ayumu Sasaki       | Husqvarna   | 21      | +0.407          | 1        | 20     |
| 3       | 66  | Joel Kelso         | CFMoto      | 21      | +4.392          | 2        | 16     |
| 4       | 95  | Collin Veijer      | Husqvarna   | 21      | +23.062         | 6        | 13     |
| 5       | 31  | Adrián Fernández   | Honda       | 21      | +31.661         | 9        | 11     |
| 6       | 54  | Riccardo Rossi     | Honda       | 21      | +31.702         | 17       | 10     |
| 7       | 72  | Taiyo Furusato     | Honda       | 21      | +32.236         | 20       | 9      |
| 8       | 5   | Jaume Masià        | Honda       | 21      | +32.923         | 13       | 8      |
| 9       | 18  | Matteo Bertelle    | Honda       | 21      | +33.379         | 5        | 7      |
| 10      | 20  | Lorenzo Fellon     | KTM         | 21      | +35.375         | 24       | 6      |
| 11      | 9   | Nicola Carraro     | Honda       | 21      | +46.470         | 22       | 5      |
| 12      | 82  | Stefano Nepa       | KTM         | 21      | +53.566         | 3        | 4      |
| 13      | 96  | Daniel Holgado     | KTM         | 21      | +1:02.607       | 11       | 3      |
| 14      | 70  | Joshua Whatley     | Honda       | 21      | +1:02.880       | 26       | 2      |
| 15      | 6   | Ryusei Yamanaka    | Gas Gas     | 21      | +1:16.638       | 16       | 1      |
| 16      | 43  | Xavier Artigas     | CFMoto      | 21      | +1:30.027       | 27       |        |
| 17      | 27  | Kaito Toba         | Honda       | 21      | +1:52.035       | 25       |        |
| 18      | 99  | José Antonio Rueda | KTM         | 20      | +1 vuelta       | 19       |        |
| Ret     | 21  | Vicente Pérez      | KTM         | 18      | Caída           | 10       |        |
| Ret     | 63  | Syarifuddin Azman  | KTM         | 14      | Caída           | 18       |        |
| Ret     | 38  | David Salvador     | KTM         | 12      | Caída           | 21       |        |
| Ret     | 64  | Mario Aji          | Honda       | 11      | Caída           | 23       |        |
| Ret     | 80  | David Alonso       | Gas Gas     | 10      | Caída           | 8        |        |
| Ret     | 44  | David Muñoz        | KTM         | 9       | Caída           | 14       |        |
| Ret     | 48  | Iván Ortolá        | KTM         | 8       | Caída           | 12       |        |
| Ret     | 7   | Filippo Farioli    | KTM         | 8       | Caída           | 15       |        |
| Ret     | 10  | Diogo Moreira      | KTM         | 5       | Retirado        | 4        |        |
| DNQ     | 19  | Scott Ogden        | Honda       |         | No se clasificó |          |        |
| 1.      |     |                    |             |         |                 |          |        |
| Fuente: |     |                    |             |         |                 |          |        |